# Korean Super League 1983
La Korean Super League 1983 è stata la 1ª edizione della massima serie del campionato sudcoreano di calcio, disputata dall'8 maggio al 25 settembre 1983.

## Avvenimenti[1]

### Antefatti
Alla prima stagione del campionato sudcoreano di calcio disputata a regime professionistico furono iscritti cinque club, con la maggior parte di essi (Daewoo, POSCO e Kookmin Bank) non ancora svincolati dall'egida delle aziende a cui erano affiliati. La modalità di svolgimento prevedeva la disputa di un girone all'italiana con formula andata/ritorno: ciascuna giornata sarebbe stata indicata facendo riferimento alle città in cui si sarebbero disputate le gare (9 in tutto, con Seul, Pusan, Taegu, Jeonju, Daejeon per il girone di andata e Gwangju, Chuncheon, Masan, Andong per il girone di ritorno).

### Il campionato
Dopo la prima giornata, disputata l'8 maggio e caratterizzata da assenza di vittorie, il campionato vide in fuga Daewoo e Hallelujah: approfittando di un pareggio di questi ultimi contro un Kookmin Bank ancora a secco di punti, dal 26 giugno il Daewoo prenderà il comando solitario della classifica. Un calo accusato dalla capolista a settembre permetterà all'Hallelujah di avvicinarsi sino a piazzare il sorpasso definitivo nello scontro diretto, programmato per la penultima giornata.

## Squadre partecipanti
| Club partecipanti | Allenatore     |
| ----------------- | -------------- |
| Daewoo            | Jang Woon-Soo  |
| Hallelujah        | Ham Heung-Chul |
| Kookmin Bank      | Noh Heung-Soo  |
| POSCO             | Han Hong-Ki    |
| Yukong Elephants  | Lee Jong-Hwan  |

## Classifica finale
|                          | Pos | Squadra          | Pt | G  | V | N | P  | GF | GS | DR  |
| ------------------------ | --- | ---------------- | -- | -- | - | - | -- | -- | -- | --- |
| Corea del Sud (bandiera) | 1.  | Hallelujah       | 20 | 16 | 6 | 8 | 2  | 28 | 20 | +8  |
|                          | 2.  | Daewoo           | 19 | 16 | 6 | 7 | 3  | 21 | 14 | +7  |
|                          | 3.  | Yukong Elephants | 17 | 16 | 5 | 7 | 4  | 26 | 22 | +4  |
|                          | 4.  | POSCO            | 16 | 16 | 6 | 4 | 6  | 21 | 21 | 0   |
|                          | 5.  | Kookmin Bank     | 8  | 16 | 3 | 2 | 11 | 11 | 30 | -19 |

Legenda:

      Campione della Corea del Sud
Note:

Due punti a vittoria, uno a pareggio, zero a sconfitta.

## Risultati[3]
| Seul 8 maggio 1983, ore 15:30                                         | Hallelujah | 1 – 1            | Yukong Elephants | Dongdaemun Stadium (22.420 spett.) |
| \| \| \| \| \| Park Chang-Sun 70° \| Marcatori \| Park Yoon-Ki 23° \| |            |                  |                  |                                    |
|                                                                       |            |                  |                  |                                    |
| Park Chang-Sun 70°                                                    | Marcatori  | Park Yoon-Ki 23° |                  |                                    |

| Seul 8 maggio 1983, ore 17:15                                        | Daewoo    | 1 – 1            | POSCO | Dongdaemun Stadium (22.420 spett.) |
| \| \| \| \| \| Lee Chun-Seok 55° \| Marcatori \| Lee Kil-Yong 47° \| |           |                  |       |                                    |
|                                                                      |           |                  |       |                                    |
| Lee Chun-Seok 55°                                                    | Marcatori | Lee Kil-Yong 47° |       |                                    |

| Seul 9 maggio 1983, ore 14:00                                             | Kookmin Bank | 0 – 3                                   | Hallelujah | Dongdaemun Stadium (11.630 spett.) |
| \| \| \| \| \| \| Marcatori \| Park Sang-In 27°, 34° Park Sung-Hwa 38° \| |              |                                         |            |                                    |
|                                                                           |              |                                         |            |                                    |
|                                                                           | Marcatori    | Park Sang-In 27°, 34° Park Sung-Hwa 38° |            |                                    |

| Seul 9 maggio 1983, ore 15:45                                      | POSCO     | 1 – 1           | Yukong Elephants | Dongdaemun Stadium (11.630 spett.) |
| \| \| \| \| \| Lee Kil-Yong 84° \| Marcatori \| Kim Seok-Won 4° \| |           |                 |                  |                                    |
|                                                                    |           |                 |                  |                                    |
| Lee Kil-Yong 84°                                                   | Marcatori | Kim Seok-Won 4° |                  |                                    |

| Busan 14 maggio 1983, ore 15:00                                                                                             | Hallelujah | 3 – 3                                  | Yukong Elephants | Gudeok Stadium (23.472 spett.) |
| \| \| \| \| \| Kim Hyun-Bok 25° Park Sung-Hwa 40° Oh Seok-Jae 81° \| Marcatori \| Park Yoon-Ki 32°, 75° Kim Gang-Nam 58° \| |            |                                        |                  |                                |
| |            |                                        |                  |                                |
| Kim Hyun-Bok 25° Park Sung-Hwa 40° Oh Seok-Jae 81°                                                                          | Marcatori  | Park Yoon-Ki 32°, 75° Kim Gang-Nam 58° |                  |                                |

| Busan 14 maggio 1983, ore 16:45                                    | Kookmin Bank | 0 – 2                            | Daewoo | Gudeok Stadium (23.472 posti spett.) |
| \| \| \| \| \| \| Marcatori \| Lee Tae-Ho 13° Lee Chun-Seok 18° \| |              |                                  |        |                                      |
|                                                                    |              |                                  |        |                                      |
|                                                                    | Marcatori    | Lee Tae-Ho 13° Lee Chun-Seok 18° |        |                                      |

| Busan 15 maggio 1983, ore 15:00                     | Yukong Elephants | 1 – 0 | Kookmin Bank | Gudeok Stadium (23.810 spett.) |
| \| \| \| \| \| Shin Mun-Seon 28° \| Marcatori \| \| |                  |       |              |                                |
|                                                     |                  |       |              |                                |
| Shin Mun-Seon 28°                                   | Marcatori        |       |              |                                |

| Busan 15 maggio 1983, ore 16:50                                      | POSCO     | 1 – 1             | Daewoo | Gudeok Stadium (23.810 spett.) |
| \| \| \| \| \| Lee Kil-Yong 55° \| Marcatori \| Lee Chun-Seok 87° \| |           |                   |        |                                |
|                                                                      |           |                   |        |                                |
| Lee Kil-Yong 55°                                                     | Marcatori | Lee Chun-Seok 87° |        |                                |

| Daegu 22 maggio 1983, ore 14:30                                                          | Daewoo    | 3 – 0 | Kookmin Bank | Civic Stadium (25.120 spett.) |
| \| \| \| \| \| Lee Chun-Seok 21° Byun Byung-Joo 22° Chung Hae-Won 82° \| Marcatori \| \| |           |       |              |                               |
|                                                                                          |           |       |              |                               |
| Lee Chun-Seok 21° Byun Byung-Joo 22° Chung Hae-Won 82°                                   | Marcatori |       |              |                               |

| Daegu 22 maggio 1983, ore 16:30                                                                        | Hallelujah | 2 – 2                             | POSCO | Civic Stadium (25.120 spett.) |
| \| \| \| \| \| Park Sung-Hwa 34° Kim Jung-Hee 79° \| Marcatori \| Choi Soon-Ho 25° Lee Kil-Yong 65° \| |            |                                   |       |                               |
| |            |                                   |       |                               |
| Park Sung-Hwa 34° Kim Jung-Hee 79°                                                                     | Marcatori  | Choi Soon-Ho 25° Lee Kil-Yong 65° |       |                               |

| Daegu 23 maggio 1983, ore 18:00 | Yukong Elephants | 0 – 0 | Daewoo | Civic Stadium (22.199 spett.) |

| Daegu 23 maggio 1983, ore 19:45                    | POSCO     | 1 – 0 | Kookmin Bank | Civic Stadium (22.199 spett.) |
| \| \| \| \| \| Choi Soon-Ho 75° \| Marcatori \| \| |           |       |              |                               |
|                                                    |           |       |              |                               |
| Choi Soon-Ho 75°                                   | Marcatori |       |              |                               |

| Jeonju 25 giugno 1983, ore 15:20                                                            | Yukong Elephants | 1 – 2                            | Daewoo | Jeonju Sports Complex (20.412 spett.) |
| \| \| \| \| \| Kang Shin-Woo 89° (aug.) \| Marcatori \| Lee Chun-Seok 18° Lee Tae-Ho 59° \| |                  |                                  |        |                                       |
|                                                                                             |                  |                                  |        |                                       |
| Kang Shin-Woo 89° (aug.)                                                                    | Marcatori        | Lee Chun-Seok 18° Lee Tae-Ho 59° |        |                                       |

| Jeonju 25 giugno 1983, ore 17:15                                   | Hallelujah | 1 – 1          | Kookmin Bank | Jeonju Sports Complex (20.412 spett.) |
| \| \| \| \| \| Lee Kang-Seok 40° \| Marcatori \| Kim Ki-Hyo 66° \| |            |                |              |                                       |
|                                                                    |            |                |              |                                       |
| Lee Kang-Seok 40°                                                  | Marcatori  | Kim Ki-Hyo 66° |              |                                       |

| Jeonju 26 giugno 1983, ore 12:30 | Daewoo    | 3 – 3                                             | Hallelujah | Jeonju Sports Complex (22.275 spett.) |
| \| \| \| \| \| Chung Hae-Won 3° Lee Tae-Ho 67° Cho Kwang-Rae 75° \| Marcatori \| Kim Hyun-Bok 38° Oh Seok-Jae 39° Park Sang-In 73° \| |           |                                                   |            |                                       |
| |           |                                                   |            |                                       |
| Chung Hae-Won 3° Lee Tae-Ho 67° Cho Kwang-Rae 75°                                                                                     | Marcatori | Kim Hyun-Bok 38° Oh Seok-Jae 39° Park Sang-In 73° |            |                                       |

| Jeonju 26 giugno 1983, ore 14:30                      | Kookmin Bank | 1 – 0 | POSCO | Jeonju Sports Complex (22.275 spett.) |
| \| \| \| \| \| Shin Dong-Cheol 14° \| Marcatori \| \| |              |       |       |                                       |
|                                                       |              |       |       |                                       |
| Shin Dong-Cheol 14°                                   | Marcatori    |       |       |                                       |

| Daejeon 2 luglio 1983, ore 15:00                                                        | Yukong Elephants | 4 – 0 | POSCO | Hanbat Stadium (25.510 spett.) |
| \| \| \| \| \| Lee Kang-Jo 54° Kim Yong-Se 71° Lee Jang-Soo 76°, 87° \| Marcatori \| \| |                  |       |       |                                |
|                                                                                         |                  |       |       |                                |
| Lee Kang-Jo 54° Kim Yong-Se 71° Lee Jang-Soo 76°, 87°                                   | Marcatori        |       |       |                                |

| Daejeon 2 luglio 1983, ore 16:50                  | Daewoo    | 0 – 1           | Hallelujah | Hanbat Stadium (25.510 spett.) |
| \| \| \| \| \| \| Marcatori \| Oh Pil-Hwan 23° \| |           |                 |            |                                |
|                                                   |           |                 |            |                                |
|                                                   | Marcatori | Oh Pil-Hwan 23° |            |                                |

| Daejeon 3 luglio 1983, ore 14:30                         | Yukong Elephants | 0 – 1                  | Kookmin Bank | Hanbat Stadium (27.011 spett.) |
| \| \| \| \| \| \| Marcatori \| Lee Tae-Hee 54° (rig.) \| |                  |                        |              |                                |
|                                                          |                  |                        |              |                                |
|                                                          | Marcatori        | Lee Tae-Hee 54° (rig.) |              |                                |

| Daejeon 3 luglio 1983, ore 16:40                   | Hallelujah | 0 – 1            | POSCO | Hanbat Stadium (27.011 spett.) |
| \| \| \| \| \| \| Marcatori \| Kim Hee-Chul 22° \| |            |                  |       |                                |
|                                                    |            |                  |       |                                |
|                                                    | Marcatori  | Kim Hee-Chul 22° |       |                                |

| Seul 25 agosto 1983, ore 17:00                                                                     | Yukong Elephants | 2 – 4                                       | POSCO | Dongdaemun Stadium (21.046 spett.) |
| \| \| \| \| \| Lee Jang-Soo 7°, 73° \| Marcatori \| Kim Hee-Chul 3°, 74°, 88° Choi Sang-Kuk 14° \| |                  |                                             |       |                                    |
| |                  |                                             |       |                                    |
| Lee Jang-Soo 7°, 73°                                                                               | Marcatori        | Kim Hee-Chul 3°, 74°, 88° Choi Sang-Kuk 14° |       |                                    |

| Seul 25 agosto 1983, ore 19:20                                           | Kookmin Bank | 1 – 2                  | Daewoo | Dongdaemun Stadium (21.046 spett.) |
| \| \| \| \| \| Lee Bu-Yeol 24° \| Marcatori \| Chung Hae-Won 34°, 58° \| |              |                        |        |                                    |
|                                                                          |              |                        |        |                                    |
| Lee Bu-Yeol 24°                                                          | Marcatori    | Chung Hae-Won 34°, 58° |        |                                    |

| Andong 27 agosto 1983, ore 14:00                                                       | Hallelujah | 2 – 2                           | Yukong Elephants | Andong Stadium (22.905 spett.) |
| \| \| \| \| \| Lee Jung-Il 32°, 82° \| Marcatori \| Kim Seok-Won 6° Lee Kang-Jo 57° \| |            |                                 |                  |                                |
|                                                                                        |            |                                 |                  |                                |
| Lee Jung-Il 32°, 82°                                                                   | Marcatori  | Kim Seok-Won 6° Lee Kang-Jo 57° |                  |                                |

| Andong 27 agosto 1983, ore 16:25                                                             | POSCO     | 4 – 0 | Kookmin Bank | Andong Stadium (22.905 spett.) |
| \| \| \| \| \| Choi Sang-Kuk 35° Lee Kil-Yong 61°, 64° Choi Chang-Soo 76° \| Marcatori \| \| |           |       |              |                                |
|                                                                                              |           |       |              |                                |
| Choi Sang-Kuk 35° Lee Kil-Yong 61°, 64° Choi Chang-Soo 76°                                   | Marcatori |       |              |                                |

| Daegu 31 agosto 1983, ore 17:00                                                      | Hallelujah | 3 – 0 | Kookmin Bank | Civic Stadium (15.888 spett.) |
| \| \| \| \| \| Oh Seok-Jae 65° Park Sang-In 86° Choi Jong-Duk 89° \| Marcatori \| \| |            |       |              |                               |
|                                                                                      |            |       |              |                               |
| Oh Seok-Jae 65° Park Sang-In 86° Choi Jong-Duk 89°                                   | Marcatori  |       |              |                               |

| Daegu 31 agosto 1983, ore 19:10                                       | POSCO     | 0 – 2                               | Daewoo | Civic Stadium (15.888 spett.) |
| \| \| \| \| \| \| Marcatori \| Cho Kwang-Rae 65° Lee Chun-Seok 75° \| |           |                                     |        |                               |
|                                                                       |           |                                     |        |                               |
|                                                                       | Marcatori | Cho Kwang-Rae 65° Lee Chun-Seok 75° |        |                               |

| Busan 7 settembre 1983, ore 17:00                                                            | Yukong Elephants | 1 – 4                                     | Kookmin Bank | Gudeok Stadium (20.376 spett.) |
| \| \| \| \| \| Lee Jang-Soo 38° \| Marcatori \| Lim Seok-Hyun 5°, 39° Kim Soo-Kil 7°, 66° \| |                  |                                           |              |                                |
|                                                                                              |                  |                                           |              |                                |
| Lee Jang-Soo 38°                                                                             | Marcatori        | Lim Seok-Hyun 5°, 39° Kim Soo-Kil 7°, 66° |              |                                |

| Busan 7 settembre 1983, ore 19:00                                  | Daewoo    | 1 – 1             | Hallelujah | Gudeok Stadium (20.376 spett.) |
| \| \| \| \| \| Hyun Ki-Ho 50° \| Marcatori \| Lee Kang-Seok 43° \| |           |                   |            |                                |
|                                                                    |           |                   |            |                                |
| Hyun Ki-Ho 50°                                                     | Marcatori | Lee Kang-Seok 43° |            |                                |

| Gwangju 10 settembre 1983, ore 14:00                                | Kookmin Bank | 1 – 1             | Daewoo | Mudeung Stadium (22.252 spett.) |
| \| \| \| \| \| Kim Soo-Gil 53° \| Marcatori \| Lee Chun-Seok 67° \| |              |                   |        |                                 |
|                                                                     |              |                   |        |                                 |
| Kim Soo-Gil 53°                                                     | Marcatori    | Lee Chun-Seok 67° |        |                                 |

| Gwangju 10 settembre 1983, ore 16:10                                        | Yukong Elephants | 2 – 0 | POSCO | Mudeung Stadium (22.252 spett.) |
| \| \| \| \| \| Kim Seok-Won 42° Kim Hyung-Nam 55° (aug.) \| Marcatori \| \| |                  |       |       |                                 |
|                                                                             |                  |       |       |                                 |
| Kim Seok-Won 42° Kim Hyung-Nam 55° (aug.)                                   | Marcatori        |       |       |                                 |

| Seul 13 settembre 1983, ore 17:00                                                       | POSCO     | 3 – 1            | Kookmin Bank | Dongdaemun Stadium (10.007 spett.) |
| \| \| \| \| \| Kim Hee-Chul 8° Kim Wan-Soo 57°, 75° \| Marcatori \| Lee Tae-Yeop 77° \| |           |                  |              |                                    |
|                                                                                         |           |                  |              |                                    |
| Kim Hee-Chul 8° Kim Wan-Soo 57°, 75°                                                    | Marcatori | Lee Tae-Yeop 77° |              |                                    |

| Seul 13 settembre 1983, ore 18:45                                                          | Yukong Elephants | 2 – 2                              | Hallelujah | Dongdaemun Stadium (10.007 spett.) |
| \| \| \| \| \| Park Yoon-Ki 25°, 56° \| Marcatori \| Park Chang-Sun 8° Kim Jung-Hee 22° \| |                  |                                    |            |                                    |
|                                                                                            |                  |                                    |            |                                    |
| Park Yoon-Ki 25°, 56°                                                                      | Marcatori        | Park Chang-Sun 8° Kim Jung-Hee 22° |            |                                    |

| Chuncheon 17 settembre 1983, ore 14:00             | POSCO     | 0 – 1            | Daewoo | Civic Stadium (15.680 spett.) |
| \| \| \| \| \| \| Marcatori \| Lee Chun-Seok 5° \| |           |                  |        |                               |
|                                                    |           |                  |        |                               |
|                                                    | Marcatori | Lee Chun-Seok 5° |        |                               |

| Chuncheon 17 settembre 1983, ore 16:10            | Hallelujah | 1 – 0 | Kookmin Bank | Civic Stadium (15.680 spett.) |
| \| \| \| \| \| Oh Seok-Jae 72° \| Marcatori \| \| |            |       |              |                               |
|                                                   |            |       |              |                               |
| Oh Seok-Jae 72°                                   | Marcatori  |       |              |                               |

| Seul 20 settembre 1983, ore 17:00                                                     | Yukong Elephants | 2 – 1              | Daewoo | Dongdaemun Stadium (13.482 spett.) |
| \| \| \| \| \| Kim Yong-Se 10° Park Yoon-Ki 14° \| Marcatori \| Min Byung-Wook 69° \| |                  |                    |        |                                    |
|                                                                                       |                  |                    |        |                                    |
| Kim Yong-Se 10° Park Yoon-Ki 14°                                                      | Marcatori        | Min Byung-Wook 69° |        |                                    |

| Seul 20 settembre 1983, ore 18:45                                                                                       | Hallelujah | 2 – 3                                              | POSCO | Dongdaemun Stadium (13.482 spett.) |
| \| \| \| \| \| Oh Pil-Hwan 42° Park Chang-Sun 46° \| Marcatori \| Cho Tae-Chun 19° Lee Kil-Yong 23° Kim Kyung-Ho 51° \| |            |                                                    |       |                                    |
| |            |                                                    |       |                                    |
| Oh Pil-Hwan 42° Park Chang-Sun 46°                                                                                      | Marcatori  | Cho Tae-Chun 19° Lee Kil-Yong 23° Kim Kyung-Ho 51° |       |                                    |

| Seul 22 settembre 1983, ore 17:00                                                        | Hallelujah | 2 – 1                  | Daewoo | Dongdaemun Stadium (21.366 spett.) |
| \| \| \| \| \| Oh Seok-Jae 16° Lee Jung-Il 66° \| Marcatori \| Yoo Tae-Mok 46° (rig.) \| |            |                        |        |                                    |
|                                                                                          |            |                        |        |                                    |
| Oh Seok-Jae 16° Lee Jung-Il 66°                                                          | Marcatori  | Yoo Tae-Mok 46° (rig.) |        |                                    |

| Seul 22 settembre 1983, ore 19:00                                                               | Yukong Elephants | 4 – 1             | Kookmin Bank | Dongdaemun Stadium (21.366 spett.) |
| \| \| \| \| \| Lee Jang-Soo 37° Park Yoon-Ki 73°, 83°, 86° \| Marcatori \| Lim Seok-Hyun 51° \| |                  |                   |              |                                    |
|                                                                                                 |                  |                   |              |                                    |
| Lee Jang-Soo 37° Park Yoon-Ki 73°, 83°, 86°                                                     | Marcatori        | Lim Seok-Hyun 51° |              |                                    |

| Changwon 25 settembre 1983, ore 14:00             | Hallelujah | 1 – 0 | POSCO | Masan Stadium (32.617 spett.) |
| \| \| \| \| \| Oh Seok-Jae 80° \| Marcatori \| \| |            |       |       |                               |
|                                                   |            |       |       |                               |
| Oh Seok-Jae 80°                                   | Marcatori  |       |       |                               |

| Changwon 25 settembre 1983, ore 15:45 | Yukong Elephants | 0 – 0 | Daewoo | Masan Stadium (32.617 spett.) |

## Statistiche

### Classifica in divenire
| [ 1 ]          | 1ª     | 2ª | 3ª | 4ª | 5ª | 6ª | 7ª | 8ª | 9ª | 10ª | 11ª | 12ª | 13ª | 14ª | 15ª | 16ª |    |
| -------------- | ------ | -- | -- | -- | -- | -- | -- | -- | -- | --- | --- | --- | --- | --- | --- | --- | -- |
| [ 1 ]          | Daewoo | 1  | 3  | 4  | 6  | 7  | 9  | 10 | 10 | 12  | 14  | 15  | 16  | 18  | 18  | 18  | 19 |
| Hallelujah     | 1      | 3  | 4  | 5  | 6  | 7  | 9  | 9  | 10 | 12  | 13  | 14  | 16  | 16  | 18  | 20  |    |
| Kookmin Bank   | 0      | 0  | 0  | 0  | 0  | 1  | 3  | 5  | 5  | 5   | 5   | 7   | 8   | 8   | 8   | 8   |    |
| POSCO          | 1      | 2  | 3  | 4  | 6  | 6  | 6  | 8  | 10 | 12  | 12  | 12  | 14  | 16  | 16  | 16  |    |
| Yukong Kokkiri | 1      | 2  | 3  | 5  | 6  | 6  | 8  | 8  | 8  | 9   | 9   | 11  | 12  | 14  | 16  | 17  |    |

### Primati stagionali
| Record - Maggior numero di vittorie: Hallelujah, Daewoo e POSCO (6) - Minor numero di sconfitte: Hallelujah (2) - Miglior attacco: Hallelujah (28) - Miglior difesa: Daewoo (14) - Miglior differenza reti: Hallelujah (+8) - Maggior numero di pareggi: Hallelujah (13) - Minor numero di vittorie: Kookmin Bank (3) - Maggior numero di sconfitte: Kookmin Bank (11) - Peggiore attacco: Kookmin Bank (11) - Peggior difesa: Kookmin Bank (30) - Peggior differenza reti: Kookmin Bank (-19) - Partita con più reti: Hallelujah-Yukong Kokkiri (14 maggio 1983), Daewoo-Hallelujah (26 giugno 1983) - Miglior sequenza di partite utili: 7 (Daewoo e Hallelujah, dalla 1ª alla 7ª gara) - Peggior sequenza di partite senza vittoria: 6 (Kookmin Bank, dalla 1ª alla 6ª gara) | Capoliste solitarie - dalla 4ª alla 14ª giornata: Daewoo - 16ª giornata: Hallelujah |

### Classifica marcatori
Nel corso del campionato sono state segnate complessivamente 107 reti (di cui 2 autoreti) da 47 giocatori diversi. Di seguito viene riportata la classifica dei marcatori.
| Gol | Giocatore     | Squadra          |
| --- | ------------- | ---------------- |
| 9   | Park Yoon-Ki  | Yukong Elephants |
| 8   | Lee Chun-Seok | Daewoo           |
| 7   | Lee Kil-Yong  | POSCO            |
| 6   | Lee Jang-Soo  | Yukong Elephants |
| 6   | Oh Seok-Jae   | Hallelujah       |
| 5   | Kim Hee-Chul  | POSCO            |
| 4   | Chung Hae-Won | Daewoo           |
| 4   | Park Sang-In  | Hallelujah       |